# Aniela Przywuska
Aniela Przywuska (* 28. März 1937 in Stara Jania, Polen; † 30. März 2022) war eine polnische Historikerin und Archivarin. Sie war von 1991 bis 2003 Direktorin des Danziger Staatsarchivs (polnisch Wojewódzkie Archiwum Państwowe w Gdańsku).

## Werdegang
Aniela Przywuska studierte von 1956 bis 1961 Geschichte an der Nikolaus-Kopernikus-Universität in Toruń (Thorn), wo sie 1978 promoviert wurde.
Nach ihrem Studium arbeitete Przywuska beim Staatsarchiv in Olsztyn (Allenstein). Sie leitete von 1965 bis 1971 die Abteilung für den Powiat Tczewski am Staatsarchiv Tczew (Dirschau), bevor sie 1971 nach Danzig wechselte. Als Nachfolgerin von Czesław Biernat wurde Przywuska 1991 Direktorin des Staatsarchivs. In ihre Amtszeit fiel das hundertjährige Jubiläum der Einrichtung. Im Jahr 2003 übergab sie das Amt an Piotr Wierzbicki und ging in den Ruhestand.
Von 1972 bis 1980 war Przywuska Dozentin für Archivwesen an der Universität Danzig.

## Schriften (Auswahl)
- Herausgeberin mit Izabella Rdzanek: 100 Jahre des Staatsarchivs Gdańsk. Katalog der Jubiläumsausstellung vom 8. VI. 2000. Archiwum Państwowe, Gdańsk 2001. ISBN 83-914612-1-1.
- Akta podworskie w Wojewódzkim Archiwum Państwowym w Olsztynie.
- Folwark Olszowiec 1731–1901.
- Kociewska gmina Smętowo Graniczne. Dzieje do roku 2005.
- Ochrona przeciwpożarowa miasta i gminy Gniew. Od lokacji miasta do roku 2011.